# Sfogliatella

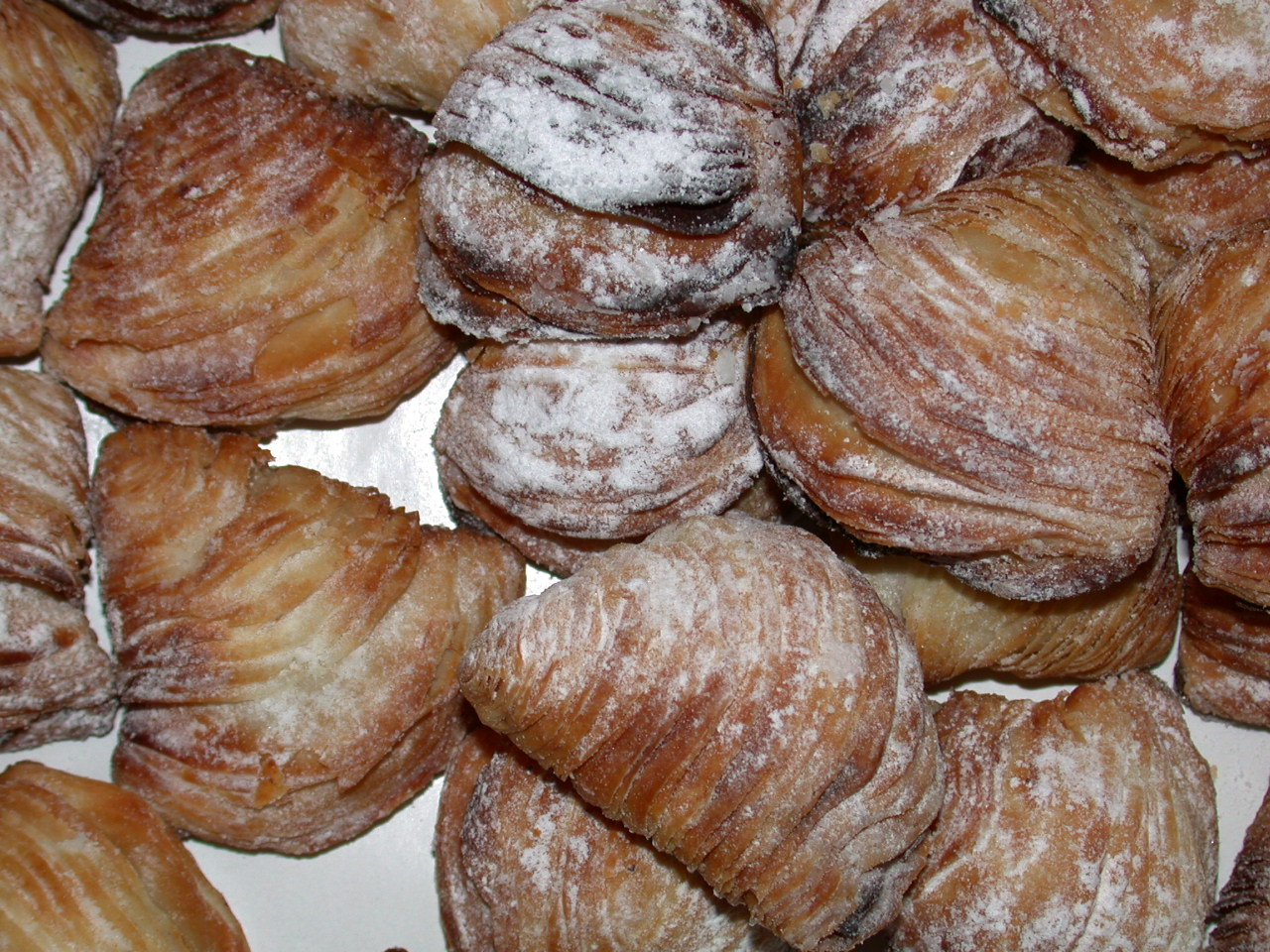
Sfogliatelles

La sfogliatella (AFI [sfɔʎa'tɛlla], plural sfogliatelle) és una delicada pasta dolça típica de la regió de Campània, a Itàlia, feta de capes de pasta fullada i típicament farcida de crema amb aroma de llimona, l'anomenada sfogliatella riccia. Hi ha altres variants farcides de nata, xocolata, crema chantilly, o confitura. Se sol menjar calenta, acabada de treure del forn, ja que presenta una aroma i gust totalment diferents de la pasta deixada refredar.
Aquest tipus de pasta va néixer el segle xvii al convent de Santa Rosa de Lima, a Conca dei Marini, província de Salern.